# Lolita Pluma
Lolita Pluma   (Las Palmas de Gran Canaria, 4 de març de 1904 - Las Palmas de Gran Canaria, 21 de febrer de 1987) El seu nom real era María Dolores Rivero Hernández. Va ser un personatge icònic de Las Palmas, cèlebre per la seva actitud, la seva indumentària i el seu amor pels animals.
Filla de pares argentins, va néixer accidentalment al barri de La Isleta de Las Palmas. La família era coneguda com els Pluma, pel fet de ser dels pocs que als inicis del segle xx sabien usar la pluma per escriure.
No hi ha dades fiables de quina va ser la vida de María Dolores Rivero, ni quines circumpstàncias la van portar a convertirt-se en un personatge pintoresc que deambulava pel Parc Santa Catalina, maquillada en excés i abillada amb colors llampants, que es guanyava la vida venent flors de paper, llaminadures, postals i sobretot que demostrava un gran amor pels animals, alimentant els gats abandonats, dels quals estava envoltada.
Lolita Pluma va arribar a ser tan popular i coneguda que el 1984 la van nomenar Reina del Parc Santa Catalina.
El cantant i compositor Braulio la va homenatjar en una de les seves cançons. Amb anterioritat, cap al 1968, el mestre de la cançó canària Miguel León Martín li havia dedicat el vals “A Lolita”. El 1984 aquest mateix autor va interpretar la cançó amb el grup Bentayga en el programa Tenderete de Televisió Espanyola. El grup Els Gofiones també va versionar "Lolita Pluma" en l'àlbum "Cronistes de la música popular" l'any 2.002.

## Llegat
Actualment, una estàtua de F. Àvila (1998) recorda Lolita Pluma al Parc Santa Catalina com a Símbol de la llibertat, musa dels artistes i protectora dels animals. Està enterrada al cementiri de Sant Làzaro i la seva tomba (nínxol 5420) està dotada d'una placa sepulcral de l'Ajuntament de Las Palmas.